# Nicolas de Gunzburg
Nicolas-Louis-Alexandre, barón de Gunzburg (París, 12 de diciembre de 1904-Nueva York, 20 de febrero de 1981) fue un actor, banquero, periodista, hombre de negocios y productor de cine franco-estadounidense de origen ruso conocido por la producción con Carl Theodor Dreyer y su papel en la película Vampyr (1932) como Julian West.

## Biografía
Era hijo del barón Jacques de Gunzbourg (1853-1929) y de la brasileña  Enrieta Quêta de Laska, quien tras su divorcio se casó con el príncipe Basil Narischkine. Nicolas pasó su infancia entre Inglaterra y Francia en una rica familia noble judía y se instaló en Estados Unidos en 1934, primero en California y luego en Nueva York, donde conoció a personalidades como Fulco di Verdura o Natalie Paley. En Nueva York trabajó para varias publicaciones como Town & Country, Vogue o Harper's Bazaar.
En cuanto a su vida sentimental, mantuvo dos relaciones largas: con el artista Paul Sherman y el actor Erik Rhodes.